# Dylan Samberg
Dylan Samberg (Saginaw, Minnesota, 24 de enero de 1999) es un jugador profesional estadounidense de hockey sobre hielo que se desempeña en la posición de defensor izquierdo en Winnipeg Jets, equipo de la National Hockey League (NHL).

## Carrera
Fue seleccionado en la segunda ronda en la NHL Entry Draft de 2017. En 2021 hizo su debut profesional con el equipo Winnipeg Jets, donde lleva jugando tres temporadas.